# Mlinište (Zažablje)
Mlinište je naselje i administrativno središte općine Zažablje u Dubrovačko-neretvanskoj županiji.

## Zemljopisni položaj
Naselje se nalazi u dolini Neretve uz lokalnu prometnicu Metković - Neum.

## Stanovništvo
Prema popisu stanovništva iz 2001. godine u Mliništu je obitavalo 419 stanovnika, a prema popisu iz 2011. 335 stanovnika.
| broj stanovnika |       |       | 72    | 86    | 126   | 131   |       |       | 276   | 322   | 548   | 478   | 552   | 481   | 419   | 335   | 254   |
|                 | 1857. | 1869. | 1880. | 1890. | 1900. | 1910. | 1921. | 1931. | 1948. | 1953. | 1961. | 1971. | 1981. | 1991. | 2001. | 2011. | 2021. |

## Gospodarstvo
Žitelji Mliništa se uglavnom bave poljodjelstvom.

## Sakralni objekti

### Nova župna crkva Srca Isusova i Srca Marijina
Kamen temeljac blagoslovljen je 22. kolovoza 1968. za vrijeme župnika don Stjepana Vrdoljaka. Crkvu je 1971. blagoslovio nadbiskup Frane Franić. Djelo je arhitektice Eugenije Hamzić. Ima oblik kružnog isječka, u svetištu je širina 5, a dužina stranica 21 i njihov raspon na pročelju iznosi 31 metar. Visina iznad oltara je 12, a na pročelju se spušta na 6 metara. Zvonik visine 23 metra izgrađen je 1974., za vrijeme župnika don Anđelka Dukića. Tom je prigodom postavljeno i veliko raspelo iza oltara te mozaici sv. Liberana i sv. Ivana Krstitelja koji su djelo Andrije Kukoča iz Splita. Nabavljeni su i kipovi te barokno poprsje sv. Liberana iz 1696. koje je dar nadbiskupije Paderborn. Župnom je crkvom proglašena 6. lipnja 1975. Za vrijeme župnika don Senka Antunovića 1999. je postavljen novi oltar a u perivoju crkve postavljen je brončani kip sv. Leopolda Bogdana Mandića u naravnoj veličini.

### Kapela svetog Liberana
Kapela koja se nalazi na Gomilama sagrađena je 1861. godine od klesanog kamena, presvođena je i pokrivena kamenom pločom. Vrlo je vjerojatno da je gradnja započela 1848. na što upućuje natpis na fasadi Vidogna 10/10 1848. U to vrijeme, župnik je bio don Stjepan Jeličić koji je preminuo 1850., a kapelicu je dovršio njegov nasljednik don Mijo Jerčić. Posvećena je Gospi i sv. Liberanu ali je prevladalo štovanje sv. Liberana. Kapelu su 14. srpnja 1959. obeščastili mladići iz mjesta, na nagovor komunističkih vlasti. Nakon toga, kapela je obnovljena a razbijeni kip sv. Liberana zamijenjen je novim.

### Kapela svetog Ante i Roka
Kapela od klesanog kamena podignuta je 1931. godine za vrijeme župnika don Mate Radoševića. Iznutra je duga 4,30, široka 2,90 i visoka 4,50 metara. Na pročelju su vrata na luk, a na njegovu vrhu je zvonik na preslicu za jedno zvono s kamenim križem na vrhu. U vrijeme kada se narod selio iz zaselaka, u kapeli se nakon Drugog svjetskog rata služila sveta misa i ostale pobožnosti do gradnje nove župne crkve. Uz nju je 1952. podignuta i župna kuća, za vrijeme župnika don Špirka Vukovića.

### Kapela svetog Mihovila Arkanđela
Nalazi se u Nebušniku a sagradile su je obitelji Ćerlek, Perleta i Komazin 1919. godine. Za vrijeme župnika Don Senka Antunovića, 1997. je obložena kamenom i uređen je okoliš. Misa se slavi na blagdan sv. Mihovila, 29. rujna.

### Kapela Gospe od Milosrđa
Betonska građevina obložena kamenom dimenzija duga 9, široka 6 i visoka 4 metra se nalazi se na novom groblju, a u narodu se zove i kapelom sv. Josipa. Sagrađena je 1994. prema nacrtu inž. Tome Nogolice iz Metkovića, a za vrijeme župnika don Luke Jozića. Misa se u njoj slavi za sprovoda te na blagdan sv. Josipa, 19. ožujka. Na vrhu pročelja je preslica za jedno zvono, a ispred pročelja je podignut narteks.

### Usputne kapelice
Nalaze se na više mjesta u župi: kapelica Gospe od Milosrđa, na Grliću (1907.), Svih Svetih, kod Galovića (1887.), Sv. Josipa, na Reljinovcu (oko 1895.), Gospe Sinjske, u Klačini (1918.), Gospe od Zdravlja, na Mislini (1938.), Svetog Ante, na Stajinama (1918.), Sv. Nikole, na Mislini, Sv. Nikole, u Trojanovini te još sedam minijaturnih kapelica ugrađenih u zidove privatnih kuća.